# Abd ar-Rahmán I.
Abd ar-Rahmán I. ibn Mu’áwija nebo Abdarrahmán I. (* 731, Damašek – 30. září 788, Córdoba) byl arabský emír, jediný z dynastie Umajjovců, který přežil tzv. Abbásovskou revoluci v roce 750. Před vražděním unikl nejprve do Palestiny, pak přes severní Afriku do Španělska. Zde sjednotil místní Araby a v roce 756 založil Córdobský emirát. V roce 763 odvrátil vojenskou výpravu abbásovského chalífy Abú Dža´far al-Mansúra, která se vylodila v Portugalsku a spolu se všemi nespokojenými guvernéry táhla ke Carmoně, která byla pokládána za nedobytnu pevnost. Abd ar-Rahmán I. nechal obléhatele dva měsíce útočit, bez toho aniž by na ně sám zaútočil, a poté je jediným výpadem na hlavu porazil. Bojoval proti Karlovi I. Velikému, jehož v roce 778 porazil v bitvě u Roncevalském průsmyku. Dal postavit první mešitu ve Španělsku – v roce 785 nařídil stavbu nové a větší měšity namísto staré, která byla zřízena v budově římského chrámu boha Januse a sloužila křesťanům jako bazilika „San Vincentio“, přičemž polovina patřila muslimům. Druhou polovinu tedy emír od křesťanů odkoupil a dal na místě baziliky zbudovat Mezquitu.